# Chambroutet
Chambroutet est une ancienne commune française située dans le département des Deux-Sèvres et la région Nouvelle-Aquitaine. Elle est associée à la commune de Bressuire depuis 1973. Le 28 mars 2013, elle est transformée en commune déléguée.

## Géographie
Situé à quelques kilomètres au nord-est de Bressuire, le village est traversé par la route D159.
Les lieux-dits de Pallain, Vauviault et Le Châtelier font partie de la commune.

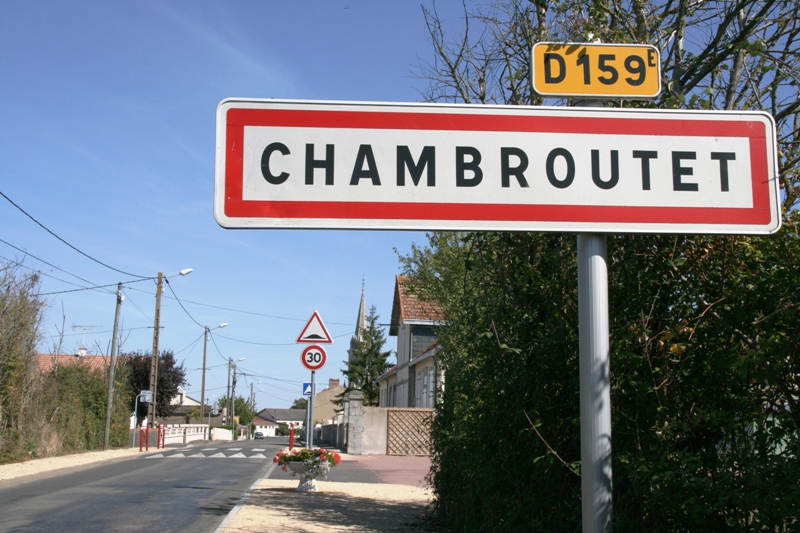
Entrée du village.

## Toponymie
Anciennes mentions : Campus Brustetus (1122), Campus Brosteth (1166), Campbrocet (1300), Champtbroutet (1370), Chambourter (1479), Chambrotet (1585), N.-D. de Chambroutet (1648).

## Histoire
Avant 1790, ce village dépend du doyenné et de la baronnie de Bressuire, de la sénéchaussée de Poitiers et de l’élection de Thouars.
Le 1er janvier 1973, la commune de Chambroutet est rattachée à celle de Bressuire sous le régime de la fusion-association. Le 28 mars 2013, elle est transformée en commune déléguée.

## Politique et administration
| Période                                  | Période | Identité         | Étiquette | Qualité |
| ---------------------------------------- | ------- | ---------------- | --------- | ------- |
| 2008                                     | 2020    | Jacques Brochard |           |         |
| Les données manquantes sont à compléter. |         |                  |           |         |

## Démographie
| 1793 | 1800 | 1806 | 1821 | 1831 | 1836 | 1841 | 1846 | 1851 |
| ---- | ---- | ---- | ---- | ---- | ---- | ---- | ---- | ---- |
| 233  | 116  | 181  | 260  | 265  | 253  | 260  | 269  | 280  |

| 1856 | 1861 | 1866 | 1872 | 1876 | 1881 | 1886 | 1891 | 1896 |
| ---- | ---- | ---- | ---- | ---- | ---- | ---- | ---- | ---- |
| 324  | 328  | 328  | 346  | 342  | 383  | 406  | 436  | 415  |

| 1901 | 1906 | 1911 | 1921 | 1926 | 1931 | 1936 | 1946 | 1954 |
| ---- | ---- | ---- | ---- | ---- | ---- | ---- | ---- | ---- |
| 450  | 440  | 462  | 395  | 356  | 396  | 411  | 355  | 391  |

| 1962 | 1968 | - | - | - | - | - | - | - |
| ---- | ---- | - | - | - | - | - | - | - |
| 397  | 365  | - | - | - | - | - | - | - |

## Sports
- Hippodrome Albert-Boileau à Vauviault

## Lieux et monuments
- Église Notre-Dame
- Château de Pallain (propriété privée)
- Glacière de Pallain, maçonnée et constituée d'une salle enterrée de 11 m2
- Chapelle funéraire
- Monument aux morts